# Pjesma Eurovizije 1962.
Eurovizija 1962. bila je 7. Eurovizija održana 18. ožujka 1962. u palači Villa Louvigny, u gradu Luksemburgu, Vojvodstvo Luksemburg. 
Francuska je pobijedila treći put i tako postala prva zemlja koja je zabilježila treću pobjedu. Jugoslavija je na svom drugom nastupu 
osvojila četvrto mjesto (zajedno s Ujedinjenim Kraljevstvom), pjesmom Ne pali svetlo u sumrak, skladatelja Jože Privšeka i tekstopisca Dragutina Britvića koju je otpjevala beogradska pjevačica Lola Novaković. Dugi niz godina Lolino četvrto mjesto bilo je najviši plasman ex Jugoslavije na Euroviziji.
Austrija, Belgija, Nizozemska i Španjolska osvojile su prvi put nula bodova. 

## Rezultati
| Broj | Zemlja                 | Jezik      | Pjevač           | Pjesma                    | Pozicija | Bodovi |
| ---- | ---------------------- | ---------- | ---------------- | ------------------------- | -------- | ------ |
| 1    | Finska                 | finski     | Marion Rung      | "Tipi-tii"                | 7        | 4      |
| 2    | Belgija                | francuski  | Fud Leclerc      | "Ton nom"                 | 13       | 0      |
| 3    | Španjolska             | španjolski | Victor Balaguer  | "Llámame"                 | 14       | 0      |
| 4    | Austrija               | njemački   | Eleonore Schwarz | "Nur in der Wiener Luft"  | 15       | 0      |
| 5    | Danska                 | danski     | Ellen Winther    | "Vuggevise"               | 10       | 2      |
| 6    | Švedska                | švedski    | Inger Berggren   | "Sol och vår"             | 8        | 4      |
| 7    | Njemačka               | njemački   | Conny Froboess   | "Zwei kleine Italiener"   | 6        | 9      |
| 8    | Nizozemska             | nizozemski | De Spelbrekers   | "Katinka"                 | 16       | 0      |
| 9    | Francuska              | francuski  | Isabelle Aubret  | Un premier amour          | 1        | 26     |
| 10   | Norveška               | norveški   | Inger Jacobsen   | "Kom sol, kom regn"       | 11       | 2      |
| 11   | Švicarska              | francuski  | Jean Philippe    | "Le retour"               | 12       | 2      |
| 12   | Jugoslavija            | srpski     | Lola Novaković   | "Ne pali svetla u sumrak" | 4        | 10     |
| 13   | Ujedinjeno Kraljevstvo | engleski   | Ronnie Carroll   | "Ring-A-Ding Girl"        | 4        | 10     |
| 14   | Luksemburg             | francuski  | Camillo Felgen   | "Petit bonhomme"          | 3        | 11     |
| 15   | Italija                | talijanski | Claudio Villa    | "Addio, addio"            | 9        | 3      |
| 16   | Monako                 | francuski  | Francois Deguelt | "Dis rien"                | 2        | 13     |

| Pjesma Eurovizije | Pjesma Eurovizije |
| --- | ----------------- |
| |                   |
| 01956. • 1957. • 1958. • 1959. • 1960. 1961. • 1962. • 1963. • 1964. • 1965. • 1966. • 1967. • 1968. • 1969. • 1970. 1971. • 1972. • 1973. • 1974. • 1975. • 1976. • 1977. • 1978. • 1979. • 1980. 1981. • 1982. • 1983. • 1984. • 1985. • 1986. • 1987. • 1988. • 1989. • 1990. 1991. • 1992. • 1993. • 1994. • 1995. • 1996. • 1997. • 1998. • 1999. • 2000. 2001. • 2002. • 2003. • 2004. • 2005. • 2006. • 2007. • 2008. • 2009. • 2010. 2011. • 2012. • 2013. • 2014. • 2015. • 2016. • 2017. • 2018. • 2019. • 2020. 2021. • 2022. • 2023. • 2024. • 2025. |                   |

| Pjesma Eurovizije | Pjesma Eurovizije |
| --- | ----------------- |
| |                   |
| 01956. • 1957. • 1958. • 1959. • 1960. 1961. • 1962. • 1963. • 1964. • 1965. • 1966. • 1967. • 1968. • 1969. • 1970. 1971. • 1972. • 1973. • 1974. • 1975. • 1976. • 1977. • 1978. • 1979. • 1980. 1981. • 1982. • 1983. • 1984. • 1985. • 1986. • 1987. • 1988. • 1989. • 1990. 1991. • 1992. • 1993. • 1994. • 1995. • 1996. • 1997. • 1998. • 1999. • 2000. 2001. • 2002. • 2003. • 2004. • 2005. • 2006. • 2007. • 2008. • 2009. • 2010. 2011. • 2012. • 2013. • 2014. • 2015. • 2016. • 2017. • 2018. • 2019. • 2020. 2021. • 2022. • 2023. • 2024. • 2025. |                   |